# Sagittarius-Zwerggalaxie
Die elliptische Sagittarius-Zwerggalaxie (auch SagDEG, für Sagittarius Dwarf Elliptical Galaxy) ist eine kleine Nachbargalaxie der Milchstraße. Mit einer Entfernung von nur 70.000 Lichtjahren von unserem Sonnensystem, also knapp der Hälfte der Entfernung zu den Magellanschen Wolken, ist sie nach der Canis-Major-Zwerggalaxie die zweitnächste Galaxie außerhalb der Milchstraße.
Diese Galaxie sollte nicht mit der 3,4 Millionen Lichtjahre entfernten irregulären Sagittarius-Zwerggalaxie (SagDIG, für Sagittarius Dwarf Irregular Galaxy) verwechselt werden.

## Entfernung und Lage

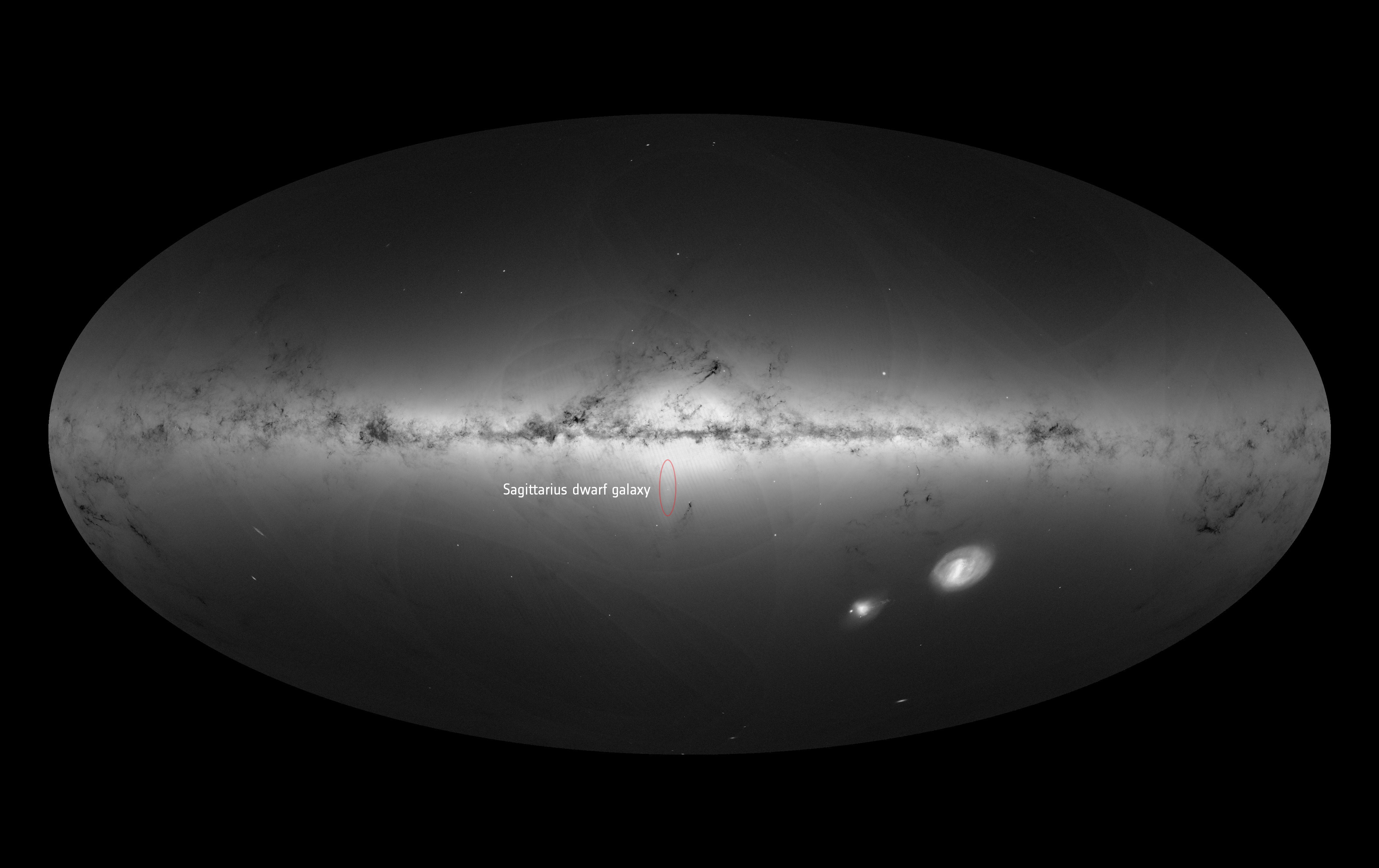
Lage in Relation zur Milchstraße

Die Sagittarius-Zwerggalaxie ist, wie auch die anderen oben erwähnten Nachbargalaxien, ein Satellit der Milchstraße und umläuft das Milchstraßenzentrum in einem fast polaren Orbit. Die heutige Entfernung vom Zentrum der Milchstraße beträgt etwa 50.000 Lichtjahre, die gegenwärtige Position von der Erde gesehen liegt nahe dem dichten zentralen Teil der Milchstraße. Dementsprechend ist die scheinbare Helligkeit dieser Zwerggalaxie durch interstellare Extinktion extrem geschwächt und sie wurde daher erst im Jahre 1994 entdeckt. Für die nächsten zehn Jahre galt die Sagittarius-Zwerggalaxie als nächster Nachbar der Milchstraße, verlor diesen ‚Titel‘ jedoch im Jahr 2003 an die oben erwähnte Canis-Major-Zwerggalaxie.
Die Trajektorie, die man nach dem heutigen Stand der Forschung annimmt, lässt darauf schließen, dass die Zwerggalaxie sich innerhalb der nächsten 100 Millionen Jahre durch die galaktische Ebene bewegen wird; die Zukunft dieser Galaxie ist daher ungewiss, da die Gezeitenkräfte der Milchstraße und die Wechselwirkung mit der interstellaren Materie einen langsamen Auflösungsprozess bewirken sollten.

## Innere Struktur
Der dichteste Teil der Sagittarius-Zwerggalaxie hat einen Durchmesser von etwa 10.000 Lichtjahren und nimmt entsprechend am Himmel ein Gebiet von über 8 Grad Durchmesser ein. Dieser Teil entspricht einer typischen elliptischen Zwerggalaxie, allerdings sind durch die enormen Gezeitenkräfte viele Mitglieder schon aus dem Kern herausgelöst und verteilen sich in einem langen Band entlang des Orbits der Galaxie. Obwohl dieser Auflösungsprozess sowohl durch numerische Berechnungen als auch durch direkte Beobachtung bestätigt ist, gehen einige Forscher davon aus, dass der Auflösungsprozess weniger schnell voranschreitet als die Rechnungen vorhersagen. Grund für diese Annahme sind Modelle, nach denen die Zwerggalaxie bereits etwa zehn Mal die Milchstraße umkreist hat, und nach der Theorie in diesem Fall keinen derart kohärenten dichten Kern wie den beobachteten haben sollte. Eine mögliche Ursache dieser Kohärenz könnte eine große Menge (in solchen Fällen oft zur Erklärung herangezogener) dunkler Materie im Zentrum der Zwerggalaxie sein.
Die etwa eine Milliarde Sterne, die die Sagittarius-Zwerggalaxie enthält, gehören mehrheitlich der Population II an, d. h., sie sind älter und metallarm und zudem enthält die Galaxie wenig interstellare Materie, wie es typisch für elliptische Zwerggalaxien ist. Beide Tatsachen deuten darauf hin, dass die Galaxie älteren Datums ist. Außerdem scheint es eine auffällige Ähnlichkeit der Sterne zu denen der Großen Magellanschen Wolke zu geben. Hierauf beruhen Hypothesen, nach denen die Sagittarius-Zwerggalaxie in früherer Zeit mit den Magellanschen Wolken assoziiert war.

## Begleiter
Die Sagittarius-Zwerggalaxie besitzt einen eigenen Kugelsternhaufen, nämlich Messier 54. Dieser helle Kugelsternhaufen ist bereits über 200 Jahre bekannt und (scheinbar) wesentlich heller als die Galaxie, da er nicht durch interstellaren Staub verdeckt wird.

## Kollisionen mit der Milchstraße
In einem 2020 in der "Nature Astronomy" veröffentlichten Artikel äußern Forscher anhand von Sternentstehungsgebieten die Vermutung, dass die Zwerggalaxie bereits dreimal die Milchstraße gekreuzt habe. Die Kollisionen sollen sich vor 5,7, 1,9 und 1 Milliarden Jahren ereignet haben. Die Autoren stellen außerdem die These auf, dass bei der Kollision vor 5,7 Milliarden Jahren die Vermischung beider Galaxien zur Entstehung unseres Sonnensystems geführt habe.